# Mycosphaerella plantaginis
Mycosphaerella plantaginis är en svampart som först beskrevs av Sollm., och fick sitt nu gällande namn av Vestergr. 1896. Mycosphaerella plantaginis ingår i släktet Mycosphaerella och familjen Mycosphaerellaceae.  Arten är reproducerande i Sverige. Inga underarter finns listade i Catalogue of Life.